# David Alliance
Pour les articles homonymes, voir Alliance.
David Alliance, baron Alliance, (en persan : داوود آلیانس, en hébreu : דייוויד אליאנס) né le 15 juin 1932 et mort le 18 juillet 2025 est un homme d'affaires irano-britannique et homme politique libéral démocrate d'origine iranienne.

## Biographie
David Alliance (à l'origine Davoud) est né à Kachan en Iran dans une famille juive et fait ses études à l'école Etahad en Iran. 

### Carrière
David Alliance commence sa carrière dans les bazars d'Iran à l'âge de quatorze ans et à l'âge de dix-huit ans, il s'installe à Manchester en Angleterre. 
Il détient 33 % et est président de N Brown Group plc, un détaillant de catalogue de vêtements. Il est également le cofondateur avec Sir Harry Djanogly de Coats Viyella plc (maintenant Coats plc),  qui opère dans 67 pays avec 22 % de parts de marché mondial et emploie 70 000 personnes. Les ventes d'actions, une précieuse collection d'art et quelques petites entreprises privées représentent le reste de la fortune familiale. Lord Alliance, avec Harry Djanogly, transforme Coats Viyella en une entreprise textile de deux milliards de livres sterling. David Alliance est également l'un des principaux investisseurs de la société de mesure Web SimilarWeb.
Lord Alliance siège dans un certain nombre de comités, notamment le Prince's Youth Business Trust, le Conseil de l'industrie et de l'enseignement supérieur, la fondation de l'université de Manchester et l'Institut Weizmann. Il est administrateur principal de la Next Century Foundation. Il siège au conseil des gouverneurs de l'université de Tel Aviv. Il est Fellow de la Royal Society of Arts, membre du City and Guilds of London Institute et membre honoraire du Shenkar College of Engineering and Design. Lord Alliance est titulaire d'un doctorat en sciences de l'université Heriot-Watt et d'un docteur Legum (docteur en droit honoris causa) de l'université de Manchester.
Entre 1984 et 1991, Lord Alliance joue un rôle déterminant dans le transfert en Israël des Juifs du Soudan et d'Éthiopie,,.

### Fortune
Dans le classement Sunday Times Rich List 2015 des personnes les plus riches du Royaume-Uni, sa fortune est estimée à 3,1 milliards de £. Depuis son élévation à la pairie en 2004, il a donné 668 872 £ aux libéraux démocrates, plus 20 996,56 £ supplémentaires d'intérêts notionnels[Quoi ?] sur les prêts qu'il a consentis au parti.
Lord Alliance possède une maison à Didsbury, Manchester et un manoir de style géorgien à St John's Wood, un quartier aisé du nord-ouest de Londres. Il possède également une collection de peintures de Laurence Stephen Lowry.
En 2012, l'université de Tel Aviv crée un centre d'études iraniennes, nommé en l'honneur de Lord Alliance.
En septembre 2015, la Manchester Business School est renommée Alliance Manchester Business School (AMBS) en l'honneur d'Alliance, qui entretient une relation de longue date avec l'école et l'université au sens large. La directrice d'AMBS, Fiona Devine, déclare que «le don de Lord Alliance et de l'Alliance Family Foundation soutiendra la plus grande transformation que l'école ait connue depuis sa création il y a 50 ans.
L'autobiographie d'Alliance, A Bazaar Life (coécrite avec Ivan Fallon) est publiée en 2015 .

### Pairie
David Alliance est nommé commandeur de l'ordre de l'Empire britannique (CBE) lors des distinctions honorifiques du nouvel an 1984 et lors de celles de 1989, il reçoit le titre de chevalier. Il est créé pair à vie en tant que baron Alliance, de Manchester dans le comté du Grand Manchester le 1er juillet 2004 et siège sur les bancs libéraux démocrates.